# Лайтс
Лайтс Бока́н (англ. Lights Bokan), урождённая — Ва́лери Энн Поксле́йтнер (англ. Valerie Anne Poxleitner; 11 апреля 1987, Тимминс, Онтарио, Канада) — канадская певица, автор песен, гитаристка, ударница, пианистка, виолончелистка, художница и общественный деятель.

## Биография
Валери Энн Покслейтнер родилась 11 апреля 1987 года в Тимминсе (провинция Онтарио, Канада) в семье военных. Она провела своё детство в разных частях мира, включая Филиппины, Ямайку, Онтарио и Британскую Колумбию. Учиться игре на гитаре начала у своего отца. В 18-летнем возрасте она переехала в Торонто и в это же время сменила своё имя на Лайтс.

## Карьера
Лайтс начала свою карьеру в 2006 году в качестве автора для музыкальной компании «Sony/ATV Music Publishing». В 2007 году она была обнаружена Джианом Гхомеши, который и по сей день является её менеджером. К 2013 году она записала 3 студийных музыкальных альбома: The Listening, Siberia и Siberia Acoustic.
В конце сентября 2014 года Лайтс выпустила свой четвёртый альбом, Little Machines, в поддержку которого она вскоре отправилась в турне по США и Европе. 
Также Лайтс является художницей, в основном комиксов, и общественным деятелем.
Также принимала участие в записи песен «Don't Go» и «Crucify Me» британской метал-группы Bring Me the Horizon, а также «Open Water» группы Blessthefall.

## Личная жизнь
С 12 мая 2012 года Лайтс замужем за музыкантом Боу Боканом (род. 1981). У супругов есть дочь — Рокет Уайльд Бокан (род.15.02.2014).

## Дискография
- The Listening (2009)
- Siberia (2011)
- Siberia Acoustic (2013)
- Little Machines (2014)
- Skin & Earth (2017)
- Pep (2022)
- A6 (2025)